# Дехтярьова Зінаїда Миколаївна

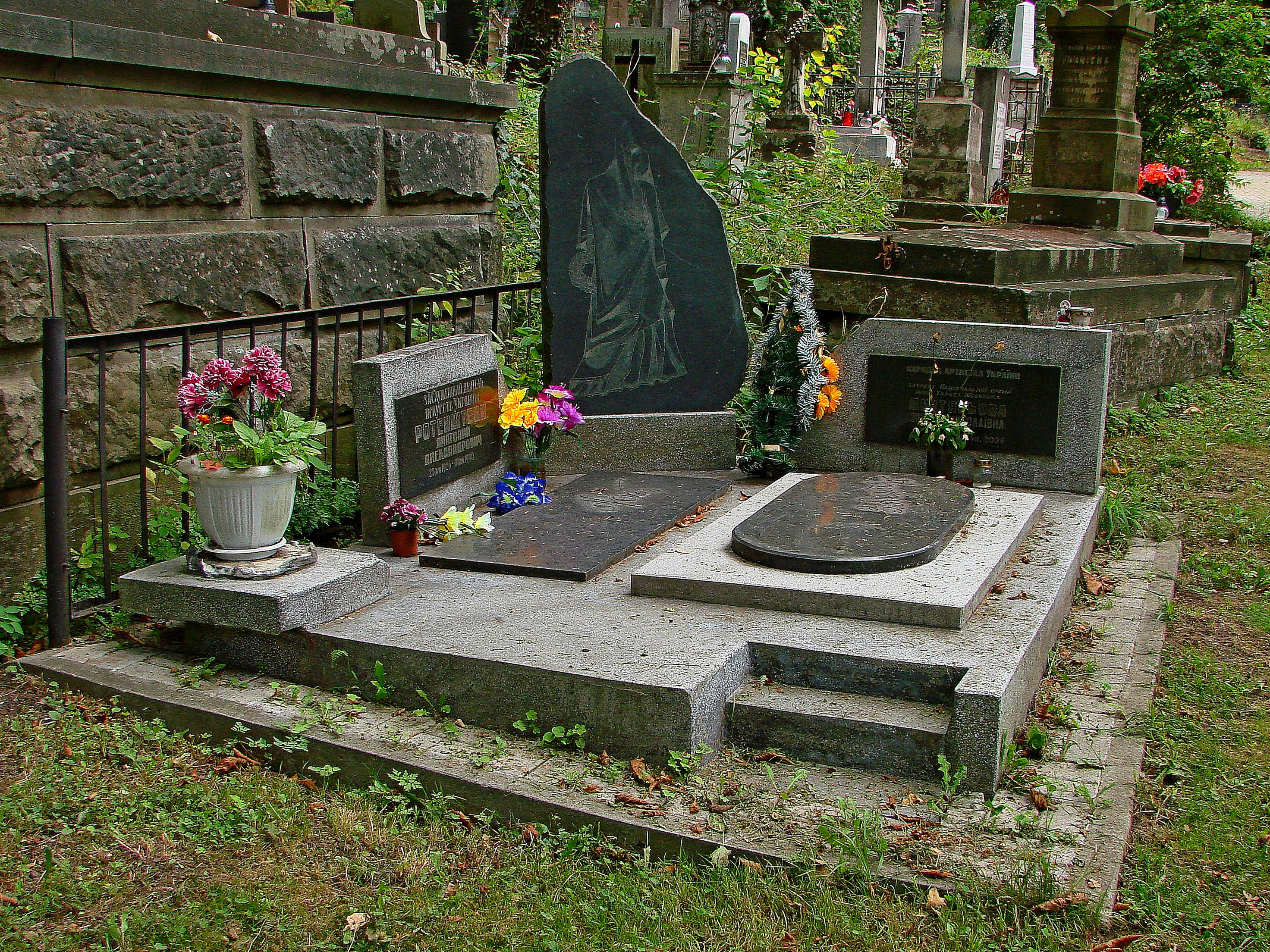

Зінаїда Миколаївна Дехтярьова (30 жовтня 1927, Одеса, УРСР, СРСР — 19 липня 2004, Львів, Україна) — радянська і українська акторка театру і кіно. Народна артистка Української РСР (1968). Лауреатка Державної премії імені Т. Г. Шевченка (1996).

## Життєпис
У 1950 році закінчила Одеське музичне училище.
У 1950—1954 роках — акторка Львівського театру музичної комедії, у 1954—2004 роках — акторка Львівського Російського драматичного театру Прикарпатського військового округу. У кіно — з 1959 року.
Померла після важкої хвороби 19 липня 2004 року, у віці 76 років. Похована у Львові на Личаківському цвинтарі (поле 11), поруч з чоловіком, Ротенштейном Анатолієм Олександровичем (1926—1990).

## Творчість

### Театральні ролі
- Медея («Медея» Ж. Ануя);
- Емма («Берег» В. Бондарева);
- Ліка («Мій бідний Марат» О. Арбузова);
- Валька («Іркутська історія» О. Арбузова);
- Надія («Останні» М. Горького);
- Аріадна («Комедія помилок» В. Шекспіра);
- Ніла Сніжко («Барабанщиця» А. Салинського);
- Марія («Марія» А. Салинського);
- Калугіна («Товариші по службі» Е. Брагінського, Е. Рязанова);
- Тугіна («Остання жертва» О. Островського);
- Ханума («Ханума» А. Цагарелі);
- Кручиніна («Без вини винуваті» О. Островського);
- Марія Стюарт та Єлизавета Англійська («Віват, Королева!» Р. Болта);
- Комариха («Весілля в Малинівці» Л. Юхвида);
- Елиза Дуліттл («Пигмалион» Б. Шоу);
- Бабуся («Вісім кохаючих жінок» Р. Тома);
- Люся («Доросла дочка молодої людини» В. Славкіна, реж. Р. Виктюк);
- Альдонса («Людина з Ламанчі» Д. Вассермана);
- «В добрий час!» В. Розова;
- «Мораль пані Дульської» Г. Запольської;
- «Любов Ярова» К. Треньова;
- «Ліс» О. Островського.

### Фільмографія
- «Солдатка» (1959, Ірина Гайова);
- «Явдоха Павлівна» (1966, Явдоха);
- «Між високими хлібами» (1970);
- «За твою долю» (1972);
- «До останньої хвилини» (1973);
- «Кожен день життя» (1973);
- «Рейс перший, рейс останній» (1974);
- «Хлоп'ята їхали на фронт» (1975);
- «Пам'ять землі» (1976);
- «Солдатки» (1977);
- «Шкіра білого ведмедя» (1979);
- «Багряні береги» (1979);
- «Іподром» (1980);
- «Що там, за поворотом?» (1980);
- телепередача, присвячена актрисі (1981, Параска);
- «Весна надії» (1983, Зіна);
- «Навіщо людині крила» (1984);
- «Данило — князь Галицький» (1987);
- «Гріх» (1991);
- Телесеріал «Злочин з багатьма невідомими» (1993, Олімпія Торська) та ін.

## Відзнаки, нагороди
- Звання Народної артистки Української РСР (1968)[2].
- Головний приз за найкращу жіночу роль (кінострічка «За твою долю») на Всесоюзному кінофестивалі в Алма-Аті (1973)[3].
- Лауреатка Державної премії імені Т. Г. Шевченка (1996) за виконання ролі графині Олімпії Торської у художньому серіалі «Злочин з багатьма невідомими» студії «Укртелефільм»[4].

## Вшанування пам'яті
- 2007: До 80-річчя актриси — документальна телепередача «Зінаїда Дехтярьова» (Львівське телебачення)